# Pseudegestula
Pseudegestula is een geslacht van weekdieren uit de klasse van de Gastropoda (slakken).

## Soorten
- Pseudegestula brookesi (Dell, 1954)
- Pseudegestula transenna (Suter, 1904)
- Pseudegestula worleyi (Powell, 1928)